# Judas der Galiläer
Judas der Galiläer (auch Judas Galilaeus oder Judas von Gamala genannt) (hebräisch יהודה בן חזקיה Jehuda ben  Ezechias (Hezekiah)) (geboren wahrscheinlich im 1. Jahrhundert v. Chr. in Gamala; gestorben 1. Jahrhundert n. Chr. ebenda) war ein jüdischer Rebell gegen die römische Oberherrschaft zur Zeit Jesu.

## Historischer Hintergrund

Karte der römischen Provinz Judäa (6–41 n. Chr.), Galiläa nördlich (ockerfarben), Gamala ist nicht erfasst.

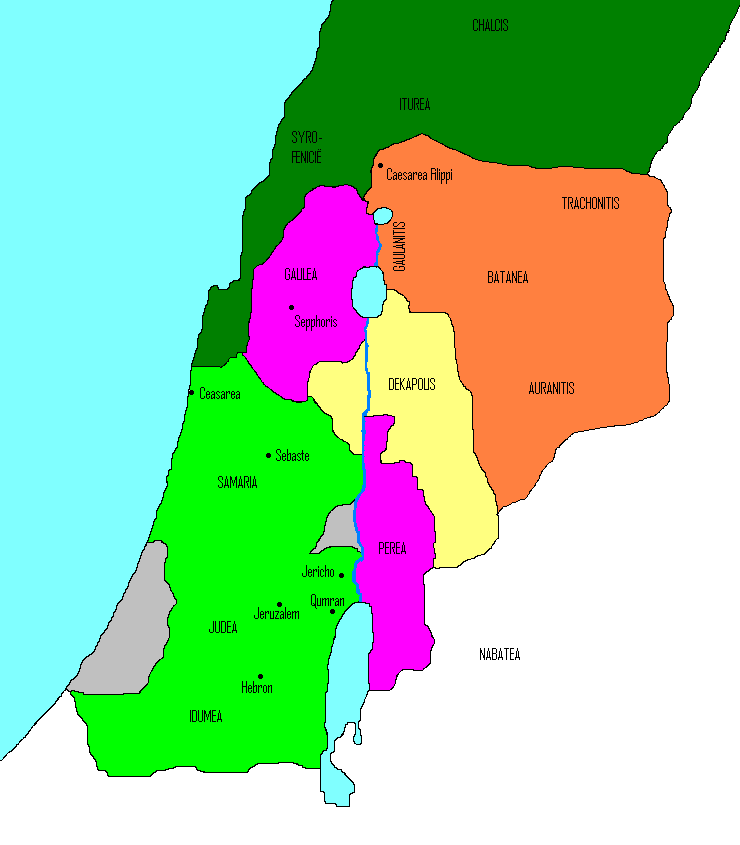
Die Aufteilung von Herodes Königreich, nach seinem Tod 4 v. Chr.:
Herodianische Tetrarchie unter Herodes Archelaos
Territorium unter Herodes Antipas (Galiläa und Peräa)
Territorium unter Herodes Philippos
Salome I. (Städte Jawne, Azotos, Phaesalis)
römische Provinz Syria
Autonome Städte (Decapolis)

Der römische Senat ernannte 40 v. Chr. Herodes den Großen zum Vasallenkönig von Judäa, in Galiläa musste Herodes seinen Anspruch mit militärischer Unterstützung der Römer durchsetzen. Dagegen leisteten die Zeloten in Galiläa den meisten Widerstand. Ab 4 v. Chr. war Herodes Antipas (Tetrarchie) der Landesherr Galiläas, er regierte bis 39 n. Chr. Hiernach wurde Judaea durch die Administration des Coponius regiert. Gleichzeitig wird für die Provinz Syria der Legat Publius Sulpicius Quirinius ernannt. Dabei war der Praefekt bzw. Statthalter von Judäa dem Legaten von Syria in administrativer Form prinzipiell untergeordnet.
Der Beginn der politischen Aktivitäten des Judas der Galiläer fällt in die Zeit des Coponius, der als erster römischer Präfekt in Judäa amtierte und etwa von 6 bis 9 n. Chr. für dieses Gebiet zuständig war. Im folgten nach Marcus Ambibulus von 9 bis 12 n. Chr., Annius Rufus von circa 12 bis 15 n. Chr. und Valerius Gratus von 15 bis 26 n. Chr. als Procuratores in Judäa.
Valerius Gratus, war von 15 bis 26 n. Chr. als römischer Statthalter von Judäa und auch in Galiläa tätig. Später stand Galiläa unter der Herrschaft von Lucius Vitellius dem ersten Statthalter von Syria, der auch die Aufsicht über Judäa innehatte, es folgte Publius Petronius der von 39 bis 42 n. Chr. als römischer Prokurator (Verwaltungs- und Militärstatthalter) in der Provinz Syria eingesetzt worden war.
Dennoch war Galiläa für eine gewisse Zeit eine eigenständige politische Einheit innerhalb des römischen Imperiums, die jedoch nicht direkt von Rom verwaltet wurde. Vielmehr hatten die römischen Kaiser einen lokalen Herrscher eingesetzt, der als Vasall fungierte und die Region im Namen Roms leitete. In Galiläa war dies zunächst Herodes Antipas, während das benachbarte Judäa nach 6 n. Chr. als römische Provinz direkt unter römischer Verwaltung gestellt wurde, nachdem der letzte nachkommende Herrscher aus der Familie des Herodes, Herodes Archelaos, abgesetzt worden war.
Im Gegensatz zu Judäa, das also direkt von einem römischen Statthalter, Prokurator regiert wurde, war Galiläa unter der Kontrolle eines lokalen Herrschers. Diese unterschiedliche Verwaltung hatte Auswirkungen auf die politische und religiöse Landschaft beider Regionen.
Die Zeloten waren eine von Jehuda ben Ezechias (Hezekiah), Judas dem Galiläer und einem pharisäischen Rabbi oder Chacham, namens Zadok, im Jahre 6 n. Chr. gegründetes paramilitärisches Netzwerk oder Widerstandsbewegung der Juden gegen die römische Besatzung.
Ähnlich den Makkabäer, (hebräisch מַכַּבִּים Makkabbīm) kam es bei den Zeloten zu einer „familialen“ Dynastiebildung:
- 1. Generation mit Hiskija (hebräisch יְהוּדָה בֶּן אֶזֶכִיָּה Jehudah ben Ezechiyah), der  Vater des Judas des Galiläers, von Herodes dem Großen hingerichtet;
- 2. Generation mit Judas dem Galiläer aus Gamala (Apg 5.37 EU);
- 3. Generation mit Simon und Jakob ben Judas ben Hiskija, die beide um 45 bis 48 n. Chr. vom Prokurator Tiberius Iulius Alexander gekreuzigt wurden;
- 4. Generation mit Menachem (hebräisch מנחם בן יהודה Menahem ben Judah) dem Zeloten, einer der Anführer von 66 bis 70 n. Chr. sowie sein Bruder Eleasar ben Ja’ir;
- 5. Generation der genannte Eleasar ben Ja’ir, als Kommandeur von Masada 66 bis 70–23 n. Chr.[11]

Jehudah ben Ezechiyah sammelte, wie Josephus berichtet (Altertümer, XVII 10,5), nach dem Tode Herodes des Großen im Jahr 4 v. Chr. bei Sepphoris, in Galiläa
„eine Schar verkommener Menschen, griff damit das Zeughaus an, bemächtigte sich der daselbst befindlichen Waffen, teilte sie unter die Seinigen aus, raubte auch das dort aufbewahrte Geld und verbreitete allseitig Schrecken, indem er jeden, der ihm in die Hände fiel, plünderte und mit sich fortschleppte“.
Mit  Eleasar ben Ja’ir handelt es sich nicht mehr um Zeloten, sondern um Sikarier.
Dabei war die Beziehung zwischen den Zeloten und den Pharisäern in der Zeit des Zweiten Tempels komplex, insbesondere in Galiläa, obgleich nicht eindeutig feindlich, waren sie doch aber in einem gewissen „ideologisch-religiösem Gegensatz“ zueinander. Beide Gruppen waren religiös und politisch stark engagiert, aber ihre Herangehensweisen und Prioritäten bzw. Ziele unterschieden sich erheblich.

## Leben und Wirken
Nach Angaben des jüdischen Geschichtsschreibers Flavius Josephus (Jüdischer Krieg, II 8,1 und 8,6; Altertümer XVIII 1,1) stammte Judas aus Gamala in der Gaulanitis (dem Golan-Gebiet). Er wird von einigen Wissenschaftlern als der Sohn des Hezekiah ben Garon (im Talmud Shab. 12a, 13b, 98b, 99a) gesehen, der seinerseits schon gegen die römische Okkupation kämpfte.
Auslöser für die Rebellion des Jehuda ben Ezechias, seinem Sohn, war die zu dieser Zeit von den Römern mit politischem Druck und militärischer Gewalt durchgesetzte Volkszählung und Vermögensschätzung, die unter Publius Sulpicius Quirinius stattfand und auf großen Widerstand in der Bevölkerung stieß. Auch im Neuen Testament, Lk 2,1–3 , wird von diesem Vorgang berichtet, wobei der römische Statthalter in Syrien im griechischen Text als Κυρήνιος (Kyrenios) bezeichnet wird. Der in Nazareth in Galiläa etwa 70 Kilometer von Gamala entfernt, lebende Jesus war zu diesem Zeitpunkt etwa 10–12 Jahre alt und dürfte von den Aktivitäten der Rebellen durch Erzählungen aus seiner Umwelt erfahren haben.
Empört über die römischen Herrschaftsansprüche, wie sie sich in der Schätzung des Landes durch Quirinius zeigten, wiegelte Judas der Galiläer das Volk zum Widerstand gegen die Römer auf, indem er öffentlich kundtat, „die Schätzung bringe nichts anderes als offenbare Knechtschaft mit sich“. Gemeinsam mit dem Pharisäer Sadduk schürte er den Aufruhr und forderte – wie Josephus berichtet – das Volk auf, „seine Freiheit zu schützen. Denn jetzt sei die beste Gelegenheit gegeben, sich Ruhe, Sicherheit und dazu auch noch Ruhm zu verschaffen. Gott werde aber nur dann bereit sein, ihnen zu helfen, wenn sie ihre Entschlüsse tatkräftig ins Werk setzten und das insbesondere, je wichtiger diese ihre Entschlüsse seien und je unverdrossener sie dieselben ausführten“. Nach Josephus wurden derartige Reden „mit größtem Beifall aufgenommen, und so dehnte sich das tollkühne Unternehmen bald ins ungeheuerliche aus“.
Judas der Galiläer hatte zwei Söhne, Simon und Jakobus, die wie ihr Vater ihr Leben in den Dienst der Rebellion gegen die römische Fremdherrschaft stellten. Sie wurden von dem römischen Prokurator Tiberius Alexander (46–48 n. Chr.) gekreuzigt (Altertümer XX 5,2).
Nach Josephus vertrat Judas der Galiläer eine eigene ideologische Richtung, die er von den drei traditionellen „Philosophenschulen“ der Juden (den Sadduzäern, den Pharisäern und den Essenern) getrennt behandelt. Er beschreibt Judas den Galiläer und Sadduk (auch: Zadok) den Pharisäer als die geistigen Väter eines radikalen Pharisäertums, die zu Wegbereitern eines jüdischen nationalen Extremismus und Fanatismus wurden. Josephus zufolge stimmten die Anhänger dieser Richtung in allen anderen Stücken mit den Pharisäern überein, hingen „dabei aber mit großer Zähigkeit an der Freiheit“ und erkannten Gott allein als ihren König und Herrn an: „Sie unterziehen sich auch jeder möglichen Todesart und machen sich selbst nichts aus dem Morde ihrer Verwandten und Freunde, wenn sie nur keinen Menschen als Herrn anzuerkennen brauchen.“
Zu seinen Lebzeiten waren die Kaiser Augustus, Tiberius, Caligula, Claudius und Nero die römischen Regenten.
Durch die Attentate dieser sogenannten „Zeloten“ („Eiferer“ hebräisch קנאי kanai) auf prominente Vertreter des römischen Herrschaftssystems und ihre terroristischen Überfälle wurden die Unruhen im Lande geschürt, bis es schließlich 66 n. Chr. zum Aufstand der Juden und zum verhängnisvollen Krieg mit den Römern kam, der 70 n. Chr. mit der Zerstörung des Tempels in Jerusalem und des jüdischen Staatswesens endete.
Von einigen Historikern wird eine personale Identität zu Judas der Sohn des Ezechias angenommen.